# Mediavilla
Mediavilla es un núcleo de población español del municipio de Valle de Mena, perteneciente a la provincia de Burgos, en la comunidad autónoma de Castilla y León.

## Demografía
En 2023, el núcleo de población de Mediavilla, encuadrado dentro de la entidad singular de población de Anzó, tenía empadronados 12 habitantes.